# 서강가 왕조
서강가(칸나다어: ಪಶ್ಚಿಮಗಂಗಾ)는 서기 350년경부터 1000년까지 인도의 카르나타카 지역을 지배했던 왕조이다. 서강가 왕조의 등장에 대한 일반적인 정설은 사무드라굽타의 남인도 정복으로 팔라바 왕국의 세력이 약화되는 지정학적 사건이 발생하며 여러 토착 씨족이 자치를 주장하던 시기에 서강가가 나타났다는 것이다. 서강가의 주권은 약 350년에서 550년까지 유지되었는데, 초기에는 콜라르를 수도로 삼다가 후기 무렵 오늘날 대마이소르구의 카베리 강 유역에 있는 탈라카두로 수도를 옮겼다.
찰루키아 제국의 부상 이후 서강가는 찰루키아의 지배를 받아들이고 칸치푸람의 팔라바 왕국에 대항하여 그들의 주군의 대의를 위해 싸웠다. 753년 데칸의 지배국이 찰루키아에서 라슈트라쿠타로 교체되었다. 1세기 간의 독립 투쟁 끝에 서강가는 마침내 라슈트라쿠타 군주를 받아들이고 그들의 적인 탄자부르의 촐라에 맞서 성공적인 싸움을 벌였다. 10세기 후반 라슈트라쿠타는 툰다바드라강 북부에 위치한 신흥국인 서찰루키아로 대체되고 촐라는 카베리강 남부에서 새로운 권력을 얻었다. 1000년경에 서강가는 촐라에게 패한 끝에 멸망하였다.
서강가는 비록 소왕국 수준의 영토를 지녔지만 오늘날 카르나타카주 남부의 정치체제, 문화 및 문학에 기여한 것으로 간주되고 있다. 서강가 왕들은 모든 종교에 자비로운 관용을 보였으나 자이나교에 대한 후원으로 가장 유명하며 시라바나벨라곤다 및 캄바다할리와 같은 장소에 기념비를 건설하였다. 순수 예술을 장려하던 서강가 왕들에 의해 칸나다 문학 및 산스크리트 문학이 번성하였다. 978년 차분다라야가 저술한 차분다라야 푸라나는 칸나다어 산문에서 중요한 작품이다. 종교에서 코끼리 관리에 이르기까지 다양한 주제를 망라하는 수많은 고전들이 서강가에서 작성되었다.

## 역사
서강가 왕조의 건국자들(4세기 이전)의 조상에 대해 여러 이론이 제기되었다. 일부 신화적 기록은 북인도 기원을 지적하는 반면, 금석학을 기반으로 한 이론은 남인도 기원을 시사한다. 일부 기록에 따르면, 서강가는 칸바야나 고트라족이었고 이크슈바쿠 왕조의 후손으로 알려져 있다. 남인도 기원을 제안하는 역사가들은 이 부족의 초기 소족장들(권력 상승 이전)이 현대 카르나타카주 남부 지역의 토착민이었는지, 현대 타밀나두주의 콩구 나두 지역 또는 현대 안드라프라데시주 남부 지역 출신이었는지에 대해 논쟁을 벌였다. 이러한 지역들은 세 현대 주가 지리적으로 합쳐지는 데칸고원 남부 지역을 포함한다. 강가족은 350년 이전 북인도 왕 사무드라굽타의 남인도 침략으로 인한 혼란을 이용하여 자신들의 왕국을 개척했을 수 있다는 가설이 있다. 그들이 통치했던 지역은 강가바디라고 불렸으며, 카르나타카주의 현대 마이소르구, 하산구, 만디아구, 라마나가라구, 차마라자나가르구, 툼쿠르구, 콜라르구 및 벵갈루루구 지역을 포함했다. 때로는 현대 타밀나두주의 일부 지역(6세기 아비니타 왕의 통치부터 시작된 콩구 지역)과 안드라프라데시주의 일부 지역(5세기 중반부터 시작된 아난트푸르 지역)도 통치했다. 왕조의 창건자는 콩가니바르마 마다바였으며, 그는 350년경 콜라르를 수도로 삼아 약 20년간 통치했다.
390년 하리바르마 시대에 이르러 강가 왕조는 탈라카드를 수도로 삼아 왕국을 통합했다. 그들이 초기 수도 콜라르에서 이동한 것은 성장하는 카담바 왕조의 권력을 억제하려는 전략적인 의도였을 수 있다. 430년에는 현대 벵갈루루, 콜라르, 툼쿠르 지역을 포함하는 동부 영토를 통합했으며, 470년에는 현대 타밀나두주의 콩구 지역, 센드라카(현대 치카마갈루루 및 벨루르), 푸나타 및 판나다 지역(현대 헤가다데바나코테 및 난잔구드 포함)을 통제하게 되었다. 529년에 두르비니타 왕은 아버지인 아비니타 왕이 선호했던 동생과의 전쟁 끝에 왕위에 올랐다. 일부 기록에 따르면, 이 권력 다툼에서 칸치의 팔라바 왕조는 아비니타의 후계자 선택을 지지했고, 바다미 찰루키아 왕 비자야디티아는 그의 장인인 두르비니타를 지지했다. 비문에 따르면 이러한 전투는 톤다이만달람과 콩구 지역(북부 타밀나두주)에서 벌어졌으며, 이는 역사가들로 하여금 두르비니타가 팔라바 왕조와 성공적으로 싸웠다고 주장하게 만들었다. 강가 왕들 중 가장 성공적이라고 여겨지는 두르비니타는 음악, 춤, 아유르베다, 야생 코끼리 길들이기 등 여러 예술에 능통했다. 일부 비문은 그를 지혜와 공정함으로 유명한 힌두교 신화 속 인물인 유디슈티라와 마누에 비유하며 그를 찬양한다.
정치적으로 강가 왕조는 봉신국이자 찰루키아 왕조와 혼인 관계를 공유하는 긴밀한 동맹국이었다. 이는 그들의 숙적인 칸치의 팔라바 왕조에 대한 공동 작전을 묘사하는 비문에 의해 입증된다. 725년부터 강가바디 영토는 현대 남부 카르나타카주의 동서부를 포함하는 "강가바디-96000"(샨나바티 사하스라 비샤야)으로 불리게 되었다. 스리푸루샤 왕은 팔라바 왕 난디바르만 팔라바말라와 성공적으로 싸워 북부 아르코트의 펜쿨리코타이를 일시적으로 지배하게 되었고, 이로 인해 페르마나디라는 칭호를 얻었다. 콩구 지역의 지배권을 놓고 마두라이의 판디아 왕조와의 경쟁은 강가 왕조의 패배로 끝났지만, 강가 공주와 라자심하 판디아의 아들 사이의 결혼은 평화를 가져왔고, 이는 강가 왕조가 분쟁 지역에 대한 통제권을 유지하는 데 도움이 되었다.
753년, 라슈트라쿠타 왕조가 바다미 찰루키아 왕조를 대신하여 데칸의 지배적인 세력이 되었을 때, 강가 왕조는 약 한 세기 동안 강력한 저항을 했다. 시바마라 2세 왕은 주로 라슈트라쿠타의 드루바 다라바르샤와의 전쟁, 그의 패배와 투옥, 석방, 그리고 결국 전장에서의 죽음으로 유명하다. 강가 왕조의 저항은 라슈트라쿠타의 고빈다 3세 통치 내내 계속되었고, 819년에는 강가 왕조의 부활로 라차말라 왕의 통치 아래 강가바디의 일부를 다시 통제하게 되었다. 서강가와의 전쟁이 무익하다는 것을 깨달은 라슈트라쿠타의 아모가바르샤 1세는 자신의 딸 찬드랍바랍베를 에레강가 니티마르가 왕의 아들인 강가 왕자 부투가 1세와 결혼시켰다. 이후 강가 왕조는 라슈트라쿠타 왕조의 충실한 동맹이 되었고, 이 지위는 마냐케타의 라슈트라쿠타 왕조가 멸망할 때까지 유지되었다.
별다른 사건 없는 시기를 거쳐, 938년에 부투가 2세는 라슈트라쿠타의 아모가바르샤 3세(그의 딸과 결혼했다)의 도움을 받아 왕위에 올랐다. 그는 라슈트라쿠타 왕조가 타밀라캄의 타코람 전투에서 촐라 왕조를 상대로 결정적인 승리를 거두는 데 도움을 주었다. 이 승리로 라슈트라쿠타 왕조는 현대 북부 타밀나두주를 장악했다. 그들의 용맹에 대한 보답으로, 강가 왕조는 퉁가바드라강 계곡의 광대한 영토를 수여받았다. 963년에 즉위한 마라심하 2세 왕은 라슈트라쿠타 왕조가 구르자라-프라티하라 왕조의 랄라 왕과 중앙인도의 말와의 파라마라 왕조 왕들을 상대로 승리하는 데 기여했다. 서강가 궁정의 대신인 차분다라야는 용맹한 사령관이자 유능한 행정가였으며, 칸나다어와 산스크리트어에 능통한 시인이었다. 그는 마라심하 2세 왕과 그의 후계자들을 능숙하게 섬겼으며, 975년 라차말라 4세 왕이 내전을 진압하는 데 도움을 주었다. 10세기 말, 라슈트라쿠타 왕조는 만야케타의 서찰루키아 왕조에 의해 대체되었다. 남쪽에서는 라자라자 촐라 1세의 통치 아래 권력이 다시 부상하던 촐라 왕조가 1000년경 강가바디를 정복하여 서강가 왕조를 종식시켰다. 이후 남부 카르나타카주 지역의 넓은 지역은 약 한 세기 동안 촐라의 지배를 받았다.

## 행정
서강가 왕조의 행정은 고대 문서인 아르타샤스트라에 명시된 원칙의 영향을 받았다. 강가 기록에 언급된 프라제 가분다스는 카우틸랴가 언급한 마을 원로(그라마브릿다)와 유사한 책임을 가졌다. 왕위 계승은 세습적이었지만, 이것이 간과되는 경우도 있었다. 왕국은 라슈트라(지역)로 나뉘고, 다시 비샤야(아마 1000개의 마을로 구성)와 데사로 나뉘었다. 8세기부터 산스크리트어 용어 비샤야는 칸나다어 용어 나두로 대체되었다. 이러한 변화의 예로는 신다나두-8000과 푸나두-6000이 있으며, 학자들은 숫자 접미사의 중요성에 대해 의견이 다르다. 그들은 이것이 현금으로 계산된 지역의 수입 또는 해당 지역의 병력 수 또는 해당 지역의 세금 납부 마을 수 또는 해당 영토에 포함된 마을 수라고 주장한다.
비문에는 총리대신(사르바디카리), 재무대신(쉬리반다리), 외무대신(산디비르그라히), 수석대신(마하프라다나) 등 몇 가지 중요한 행정 직위가 밝혀졌다. 이 모든 직위에는 사령관(단다나야카)이라는 추가적인 칭호가 붙었다. 다른 직위로는 왕실 관리인(마네베르가데), 의복 관리인(마하파사야타), 코끼리 군단 사령관(가자사하니), 기병 사령관(투라가사하니) 등이 있었다. 왕실에서는 니요기가 궁정 행정, 왕실 의복 및 보석 등을 감독했고, 파디야라는 문지기와 의전 등 궁정 의식을 담당했다.
지역 수준의 관리들은 페르가데, 나다보바, 날라가미가, 프라부, 가분다였다. 페르가데는 장인, 금세공인, 대장장이 등 모든 사회 계층의 감독관이었다. 왕실과 관련된 페르가데는 마네페르가데(집 감독관)라고 불렸고, 통행료를 징수하는 자들은 순카 베르가데스라고 불렸다. 나다보바는 나두 수준의 회계사와 세금 징수원이었고 때로는 서기 역할도 했다. 날라가미가는 나두 수준에서 방어를 조직하고 유지하는 관리였다. 프라부는 토지 부여 및 토지 경계 설정에 참여하기 위해 모인 엘리트 집단을 구성했다. 비문에 가장 자주 등장하는 가분다스는 남부 카르나타카주 지역의 중세 정치의 근간이었다. 그들은 지주이자 지역 엘리트로, 국가는 그들의 서비스를 이용하여 세금을 징수하고, 토지 소유 기록을 유지하며, 보조금 및 거래를 증명하고, 필요할 때는 민병대를 모집하기도 했다.
토지 보조금, 권리 및 소유권을 명시하는 비문은 강, 개울, 수로, 작은 언덕, 큰 바위, 마을의 배치, 근처에 요새(코테)가 있다면 그 위치, 관개 수로, 사원, 연못, 심지어 관목과 큰 나무와 같은 자연 지형을 사용하여 경계선을 상세하게 묘사했다. 또한 토양의 종류, 재배할 작물, 관개를 위해 굴착할 연못이나 우물도 포함되었다. 비문에는 습지, 경작지, 산림 및 황무지가 언급된다. 사냥꾼 공동체에 속한 작은 마을(팔리)에 대한 수많은 언급이 있다(베다팔리). 6세기부터 비문에는 봉건 영주들을 아라사라는 칭호로 언급한다. 아라사는 브라만이거나 부족 출신으로, 왕에게 주기적으로 조공을 바치면서 세습 영토를 통제했다. 왕족의 충실한 경호원이었던 벨라발리는 서약(벨레)을 한 맹렬한 전사들이었다. 그들은 왕실과 함께 이동했으며, 주인을 위해 싸우고 그 과정에서 목숨을 바칠 각오가 되어 있었다. 왕이 죽으면 벨라발리는 주인의 장례 화장대에서 자살해야 했다.

## 경제

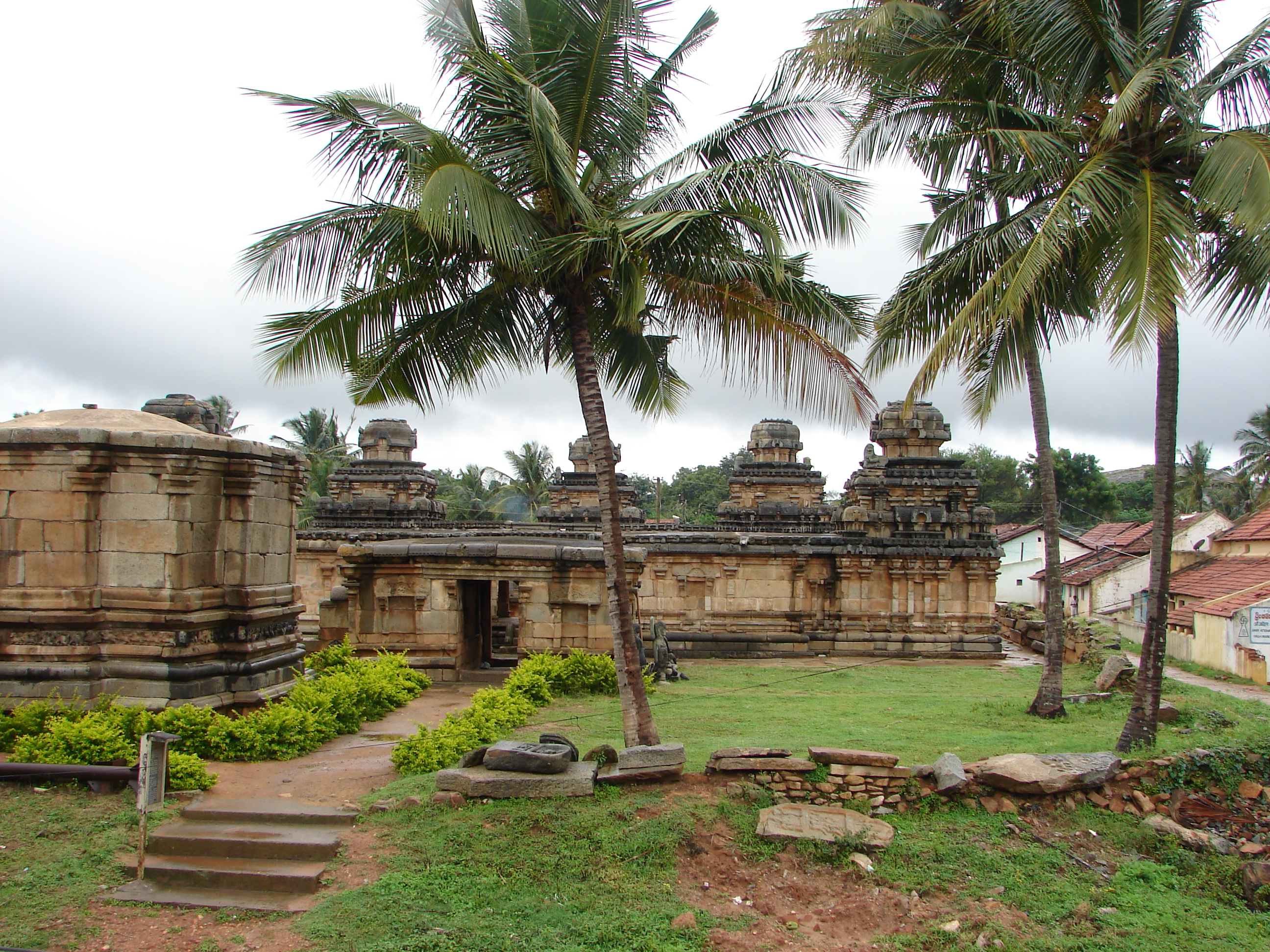
캄바다할리 판차쿠타 바사디는 강가 시대의 중요한 자이나교 중심지였다.

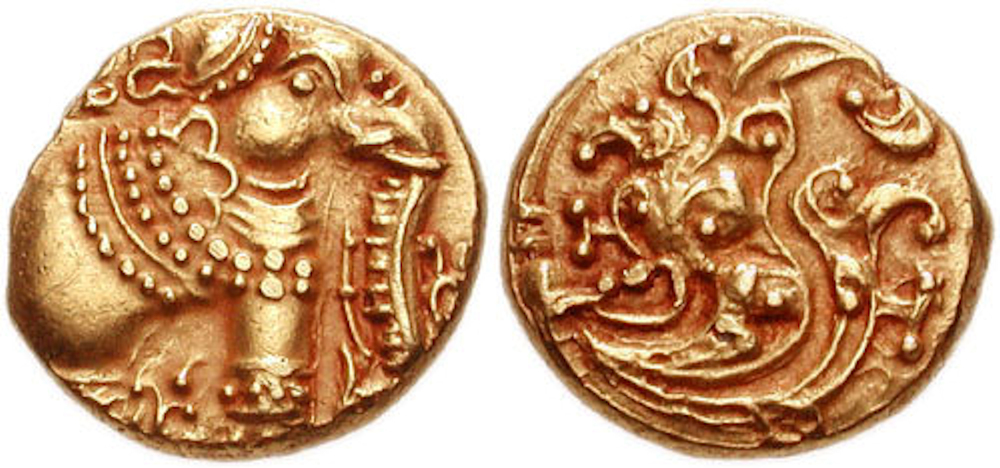
탈라카드의 강가 (서강가). 서기 1080-1138년경

강가바디 지역은 말나드 지역, 평야(바야루시메) 및 저지대와 구릉이 있는 준말나드로 구성되었다. 말나드 지역의 주요 작물은 벼, 구장 잎, 카다멈 및 후추였으며, 저지대인 준말나드 지역은 쌀, 라기와 같은 기장, 옥수수, 콩류, 유채 씨앗을 생산했으며, 또한 목축업의 기반이 되었다. 동쪽의 평야는 카베리강, 퉁가바드라강 및 베다바티강으로 관개되는 평탄한 지대로, 사탕수수, 벼, 코코야자, 아레카 열매(아데카 토타), 구장 잎, 요리용 바나나 및 꽃(바라 바나) 재배가 흔했다. 관개원은 굴착된 저수지, 우물, 자연 연못 및 댐(카타) 유역의 수역이었다. 이전에 경작되지 않던 토지의 관개에 대한 비문은 확장되는 농경 공동체를 나타내는 것으로 보인다.
기록에 언급된 토양 유형은 신다-8000 지역의 검은 흙(카리마니야)과 붉은 흙(케바야 마누)이다. 경작지는 습지, 건조지, 그리고 소규모의 정원지로 세 가지 유형으로 나뉘었으며, 벼가 해당 지역의 주요 작물이었다. 습지는 칼라니, 갈데, 니르 마누 또는 니르 파냐라고 불렸으며, 고인 물을 필요로 하는 벼 재배지를 나타내는 데 특히 사용되었다. 목축 경제가 강가바디 지역 전역에 퍼져 있었다는 사실은 많은 비문에서 목동에 대한 언급에서 비롯된다. 고사하스라(천 마리의 소), 가사라(소 주인), 고사시(소 기증자), 고이티(암소 치는 여자), 고사사(소 보호자) 등의 용어는 이를 증명한다. 비문은 소의 소유가 경작지만큼 중요했을 수 있으며, 이에 기반한 사회 계층이 존재했을 수 있음을 나타낸다. 비문은 목축 경제의 중요성을 증명하는 소떼 약탈, 파괴적인 침략, 여성에 대한 폭행(펜디르-우데율칼), 베다스(사냥 부족)에 의한 여성 납치 등을 언급하며, 이 모든 것이 당시의 군사주의를 보여준다.
세금이 면제된 토지는 마냐라고 불렸고 때로는 여러 마을로 구성되었다. 이 토지는 봉건 영주가 주군에게 어떤 언급도 없이 부여했으며, 이는 분산된 경제를 나타낸다. 종종 의무를 다하다 전사한 영웅들에게 주어졌던 이 토지들은 빌라브리티 또는 칼나드라고 불렸다. 봉헌 시 사원 유지보수를 위해 이러한 토지가 부여될 경우 탈라브리티라고 불렸다. 수입에 대한 세금의 일부 유형은 카라 또는 안타카라(내부 세금), 우트코타(왕에게 지불해야 하는 선물), 히라냐(현금 지불), 술리카(수입품에 대한 통행료 및 관세)였다. 세금은 토지를 경작할 권리를 가진 사람들에게서 징수되었으며, 토지가 실제로 경작되지 않았더라도 마찬가지였다.
싯다야는 농업에 부과된 지역세였으며, 포톤디는 지역 봉건 통치자에 의해 상품에 부과된 세금이었다. 문맥에 따라 포톤디는 1/10을 의미하기도 했고, 아이다라비는 1/5, 엘랄라비는 1/7을 의미했다. 만다레는 문자 그대로 토지세를 의미했으며, 목동장에게 지불해야 하는 목동세(쿠림바데레)와 함께 부과되었다. 바가란 토지에서 생산된 생산물의 일부 또는 점유 지분을 의미했다. 키루데레(지주에게 지불해야 하는 세금)와 사마타데레(군 장교 또는 사만타가 징수한 세금)와 같은 소액 세금이 언급된다. 지역 관리의 수행원 유지보수 세금 외에도, 마을은 전투를 오가는 군대에 식량을 제공해야 할 의무가 있었다. 비투바타 또는 니라바리 세금은 일반적으로 생산물의 일정 비율로 구성되었으며, 관개 수조 건설을 위해 징수되었다.

## 문화

### 종교

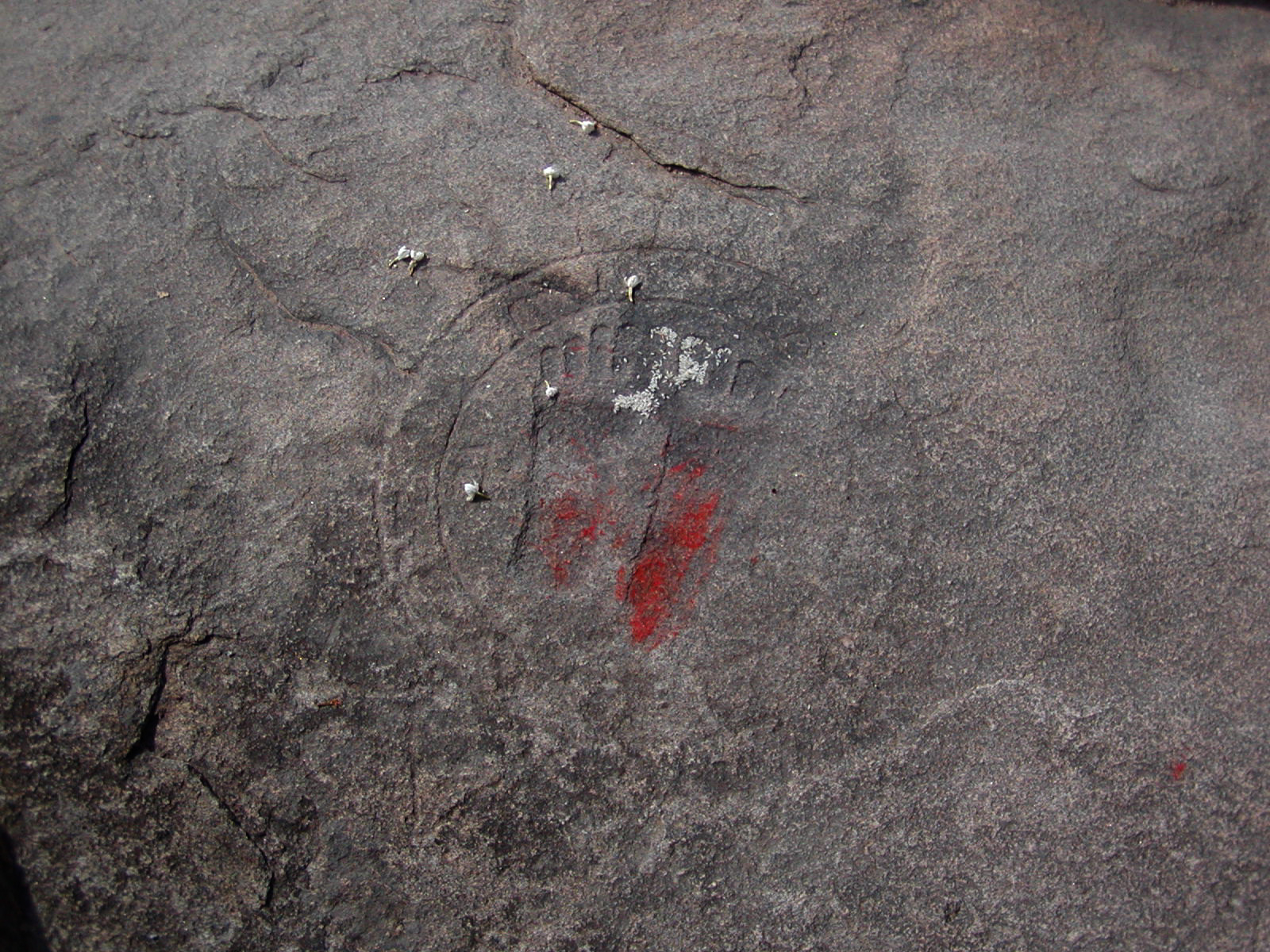
슈라바나벨라골라의 발자국 숭배

서강가는 당시의 모든 주요 종교에 후원했다. 자이나교와 시바파, 브라만교, 비슈누파 같은 힌두교 종파들이 있었다. 그러나 학자들은 모든 강가 왕이 모든 신앙에 동등한 우선순위를 부여하지는 않았다고 주장했다. 일부 역사가들은 강가 왕이 열렬한 자이나교도였다고 믿는다. 그러나 비문은 이를 반박하며, 강가바디에서 번성했던 칼라무카(열렬한 시바파 금욕주의자), 파슈파타, 로카야타(파슈파타 교리 추종자)에 대한 언급을 제공하여 시바파도 인기가 있었음을 시사한다. 마다바 왕과 하리바르마 왕은 소와 브라만에 헌신했으며, 비슈누고파 왕은 독실한 비슈누파였고, 마다바 3세와 아비니타의 비문은 자이나교 교단과 사원에 대한 풍부한 기부를 묘사하며 두르비니타 왕은 힌두교도였다고 역사가들이 주장하는 베다 희생제를 행했다.

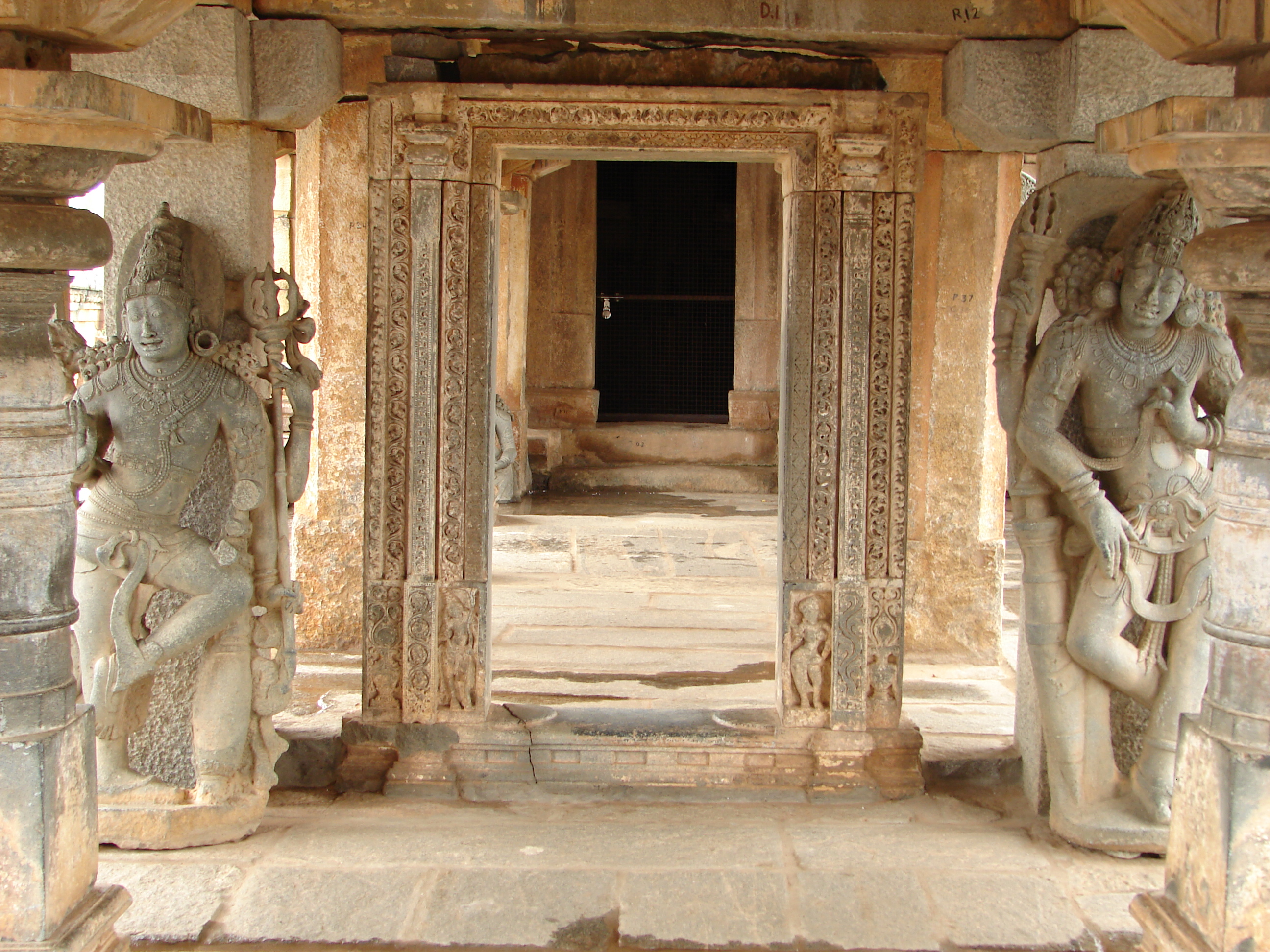
캄바다할리의 9세기–10세기 자이나교 판차쿠타 바사디에 있는 만타파(홀)

자이나교는 8세기 시바마라 1세 통치 시절에 많은 자이나교 바사디를 건설하면서 왕조에서 인기를 얻었다. 부투가 2세 왕과 차분다라야 대신은 열렬한 자이나교도였으며, 이는 고마테스와라 모노리스 건설로 분명히 드러난다. 자이나교도들은 24명의 티르탕카라(자이나교 성인)를 숭배했으며, 그들의 이미지는 사원에 봉헌되었다. 10세기부터 슈라바나벨라골라의 바드라바후와 같은 영적 지도자들의 발자국 숭배는 불교와 유사한 것으로 여겨진다. 고마테스와라 모노리스(티르탕카라 아디나타의 아들인 바후발리의 조각상)의 봉헌에서 일부 브라만교의 영향이 보인다(힌두교도들이 시바의 아들들을 숭배했듯이). 야크샤와 야크시와 같은 하위 신들을 숭배하는 것은 7세기부터 12세기까지 나타났으며, 이들은 이전에는 티르탕카라의 단순한 시종으로 여겨졌다.

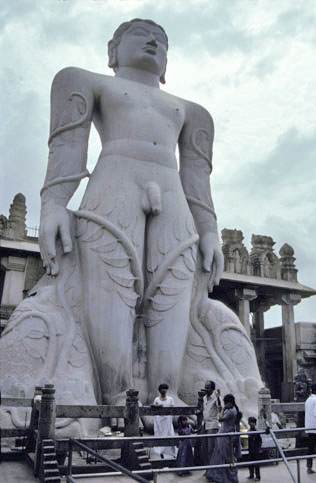
슈라바나벨라골라의 고마테스와라 (서기 982–983년)

베다 브라만교는 6세기와 7세기에 인기가 있었으며, 이때의 비문은 스로트리야 브라만에게 주어진 부여에 대해 언급한다. 이 비문들은 또한 왕실 가문에 대한 고트라(혈통) 소속과 아슈바메다(말 희생)와 히란야가르바와 같은 베다 의식의 준수를 묘사한다. 브라만과 왕은 상호 유익한 관계를 누렸다. 브라만에 의해 수행된 의식은 왕에게 정통성을 부여했고, 왕이 브라만에게 부여한 토지 보조금은 브라만을 부유한 토지 소유자 수준으로 사회에서 격상시켰다. 그러나 비슈누파는 낮은 존재감을 유지했으며, 그 목적을 위한 부여를 묘사하는 비문이 많지 않다. 일부 비슈누파 사원은 강가 왕조에 의해 건설되었는데, 현대 마이소르구의 난잔구드, 사투르, 한갈라에 있는 나라야나스와미 사원 등이 있다. 비슈누 신은 조개(산카), 원반(차크라), 곤봉(가다), 연꽃(파드마)을 든 네 개의 팔로 묘사되었다.
8세기 초부터 시바파에 대한 후원이 사회의 모든 계층에서 증가했다. 지주 엘리트, 지주, 의회(사마야), 학원(아그라하라), 그리고 바나 왕국, 놀람바, 찰루키아 씨족과 같은 소규모 통치 가문이 그 예다. 시바 사원에는 성소에 시바 링가가 있었고, 여신, 수리야 (태양신), 그리고 난디 (시바의 황소이자 시종)의 상이 있었는데, 난디 상은 보통 성소 맞은편의 별도 건물에 안치되어 있었다. 링가는 인공적으로 만들어졌으며, 일부 경우에는 가나파티 (시바의 아들)와 파르바티 (시바의 배우자이자 아내)의 에칭이 새겨져 있었다. 사제들과 금욕주의자들의 활발한 노력 덕분에 시바파 수도회는 현대 콜라르구의 난디 언덕, 아바니, 헤바타 등 여러 곳에서 번성했다.

### 사회

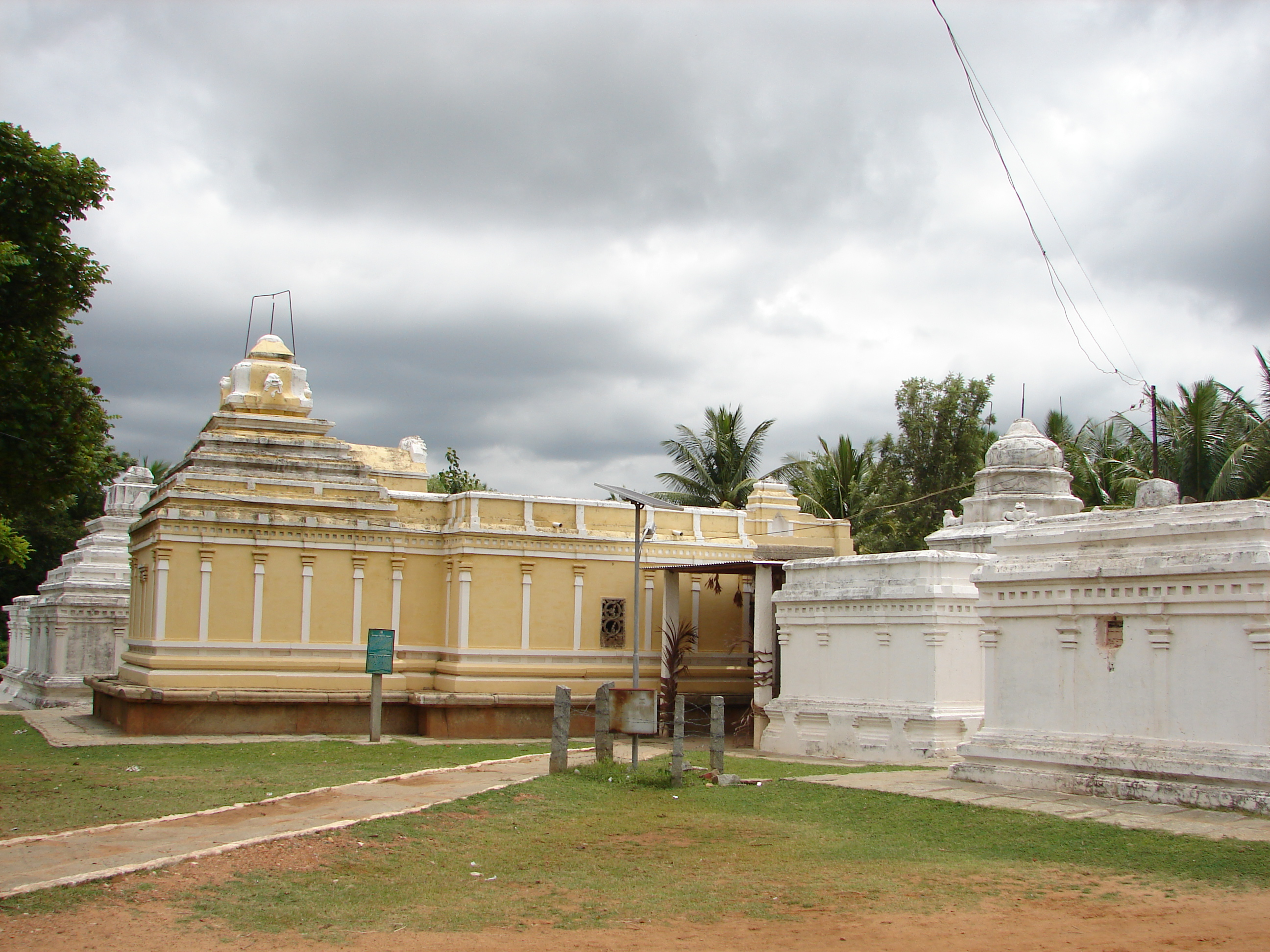
툼쿠르구 아라라구페에 있는 놀람바스(서강가 봉신국)가 10세기에 건설한 칼레슈와라 사원 단지.

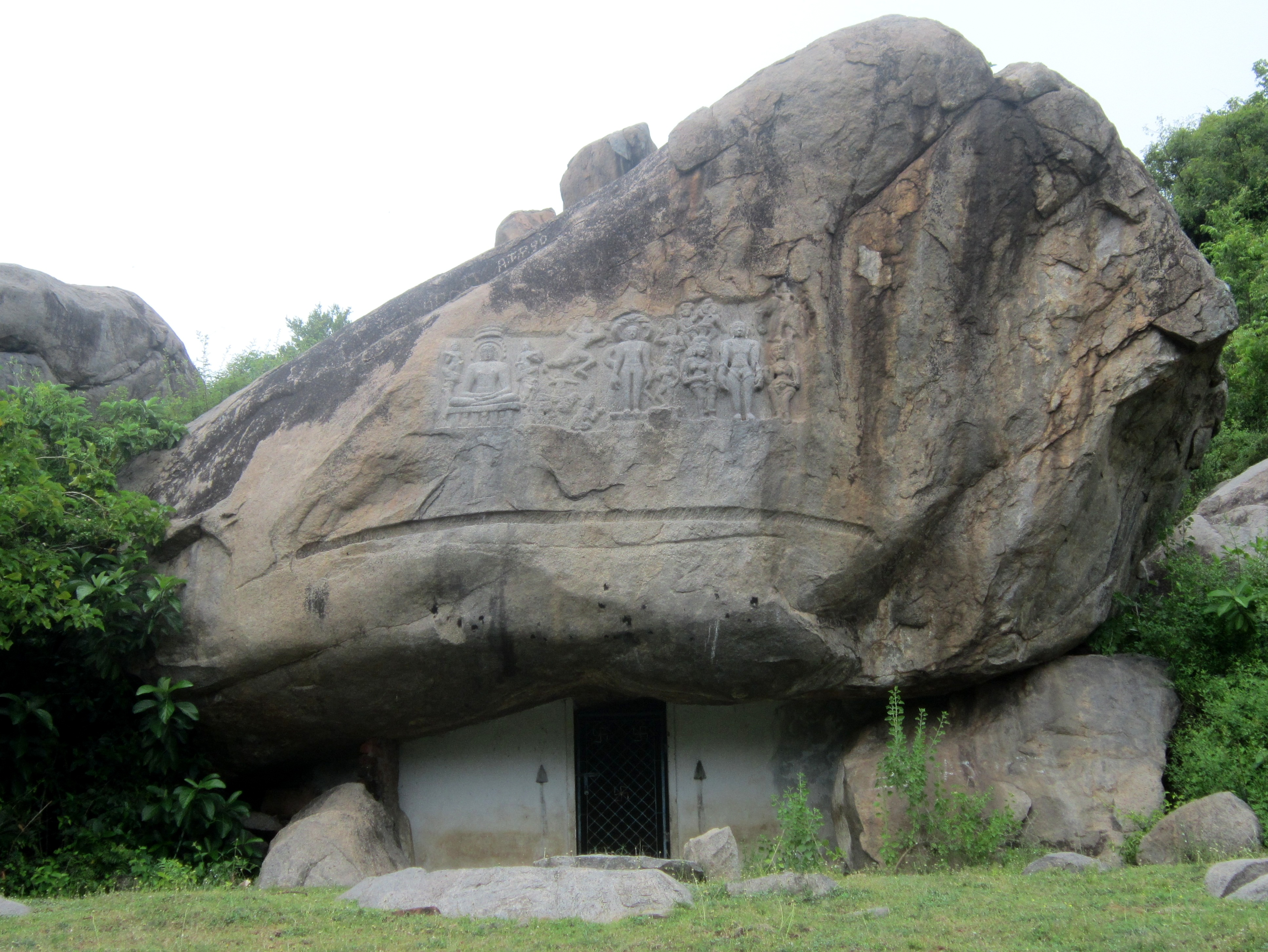
시야망갈람 마하비라 암각 사원

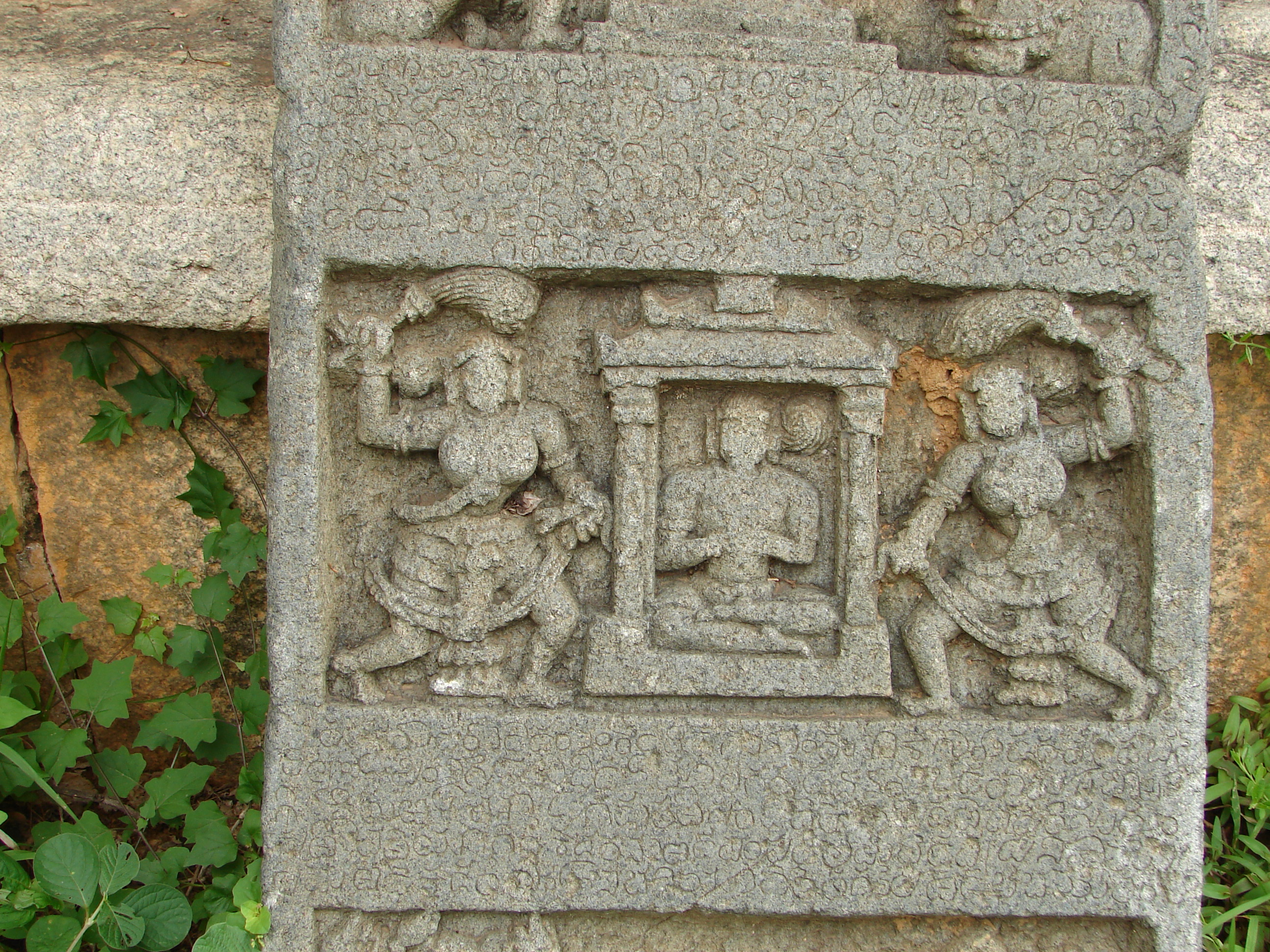
아라라구페 칼레슈와라 사원에 있는 옛 칸나다어 비문이 새겨진 영웅석 (870–906년)

서강가 사회는 여러 면에서 당시의 새로운 종교적, 정치적, 문화적 발전을 반영했다. 여성들은 지역 행정에 적극적으로 참여했는데, 강가 왕들이 봉건 여왕 쿤다투르의 파라바야-아라시와 스리푸루샤 왕, 부투가 2세, 봉건 왕 페르마디의 왕비들에게 영토 책임을 분배했기 때문이다. 사위, 아내 또는 딸에 의한 재정 및 행정 책임의 상속이 분명하게 나타난다. 에레강가 2세 왕의 총리직과 전사한 영웅의 아내인 자키압베에게 부여된 날라가분다(지역 지주)의 직책이 그 예이다. 자키압베가 금욕 생활을 시작했을 때, 그녀의 딸이 그 직책을 상속받았다.
사원의 데바다시 제도(술레 또는 매춘부)는 만연했으며, 왕궁의 구조를 모델로 했다. 바다라다네와 같은 당시 문헌에는 최고 왕비(다라니 마하데비)가 하급 왕비(아라시야르갈)와 왕실 여성 구역의 매춘부(펜다라사다 술레야르갈)를 동반했다고 언급되어 있다. 왕과 족장들의 하렘에 고용된 일부 매춘부와 첩들은 존경을 받았는데, 예를 들어 난다바바는 그녀의 요청으로 지역 족장이 자이나교 사원에 토지를 기부했다. 왕실 교육은 면밀히 감독되었으며, 정치학, 코끼리와 말 타기, 양궁, 의학, 시, 문법, 연극, 문학, 춤, 노래, 악기 사용 등의 과목을 포함했다. 브라만은 사회에서 영향력 있는 지위를 누렸으며, 토지에 대한 특정 세금과 관세가 면제되었다. 그 대가로 그들은 교육, 지역 사법, 신탁 관리, 은행업, 학교, 사원, 관개 연못, 휴게소 관리, 마을에서 부과되는 세금 징수, 공공 모금 등의 공공 업무를 담당했다.
브라만 살해(브람하탸)가 죄라는 힌두교 신념 때문에 사형은 그들에게 적용되지 않았다. 상위 계급 크샤트리야 (사트크샤트리야)도 카스트 제도 내의 높은 지위 때문에 사형에서 면제되었다. 심각한 범죄는 발이나 손을 자르는 것으로 처벌되었다. 현대 문학 자료에는 힌두 카스트 제도에서 최대 열 개의 카스트가 드러난다. 크샤트리야 세 개, 브라만 세 개, 바이샤 두 개, 수드라 두 개이다. 가족법은 사망한 사람의 남성 상속인이 없을 경우 아내, 딸 또는 생존 친척이 그의 집, 토지, 곡물, 돈 등의 재산을 청구할 수 있도록 허용했다. 재산에 대한 청구인이 없을 경우, 국가는 이 재산을 다르마데야(자선 자산)로 소유했다. 카스트 간 결혼, 아동 결혼, 아들이 외삼촌의 딸과 결혼, 스바얌바라 결혼(신부가 많은 지원자 중에서 자신의 신랑을 선택하여 화환을 씌우는 결혼)이 모두 유행했다. 영웅석(비라갈루)을 포함하는 기념물은 전사한 영웅을 위해 세워졌고, 해당 가족은 기념물 유지보수를 위한 금전적 지원을 받았다.
수많은 마하사티칼(또는 마스티칼 - 남편의 죽음에 따라 의례적 죽음을 받아들인 여성을 위한 영웅석)의 존재는 왕족 사이에서 사티의 인기가 높았음을 나타낸다. 살레카나와 잘라사마디(물에 빠져 죽음)에 의한 의례적 죽음도 행해졌다. 남성들 사이에서는 두 개의 제한 없는 의복, 즉 하의로 도티와 상의로 평범한 천을 사용하는 것이 일반적이었고, 여성들은 스티치된 페티코트와 함께 사리를 입었다. 터번은 상위 계층 남성들에게 인기가 있었고, 사람들은 대나무나 갈대로 만든 우산을 사용했다. 장신구는 남성과 여성 모두에게 인기가 있었고, 심지어 코끼리와 말도 장식되었다. 남성들은 반지, 목걸이(혼나사라 및 혼나가라 사라), 팔찌(카두가), 손목 밴드(카프티키나)를 착용했다. 여성들은 코 보석(보투), 코걸이(무구티), 팔찌(발레 또는 칸카나), 다양한 종류의 목걸이(혼나간테 사라 및 카티 수트라)를 착용했다. 여가 시간에는 남성들은 말 타기, 레슬링 시합, 닭싸움 및 숫양 싸움을 즐겼다. 고등 교육을 제공하기 위한 크고 잘 조직된 학교 네트워크가 존재했으며, 이 학교들은 아그라하라, 가티카, 브라마푸라 또는 마타와 같은 다양한 이름으로 알려졌다. 비문에는 살로트기, 발리그바비, 탈라군다, 아이홀레, 아라시케레 및 기타 지역의 고등 교육 학교가 언급되어 있다.

### 문학

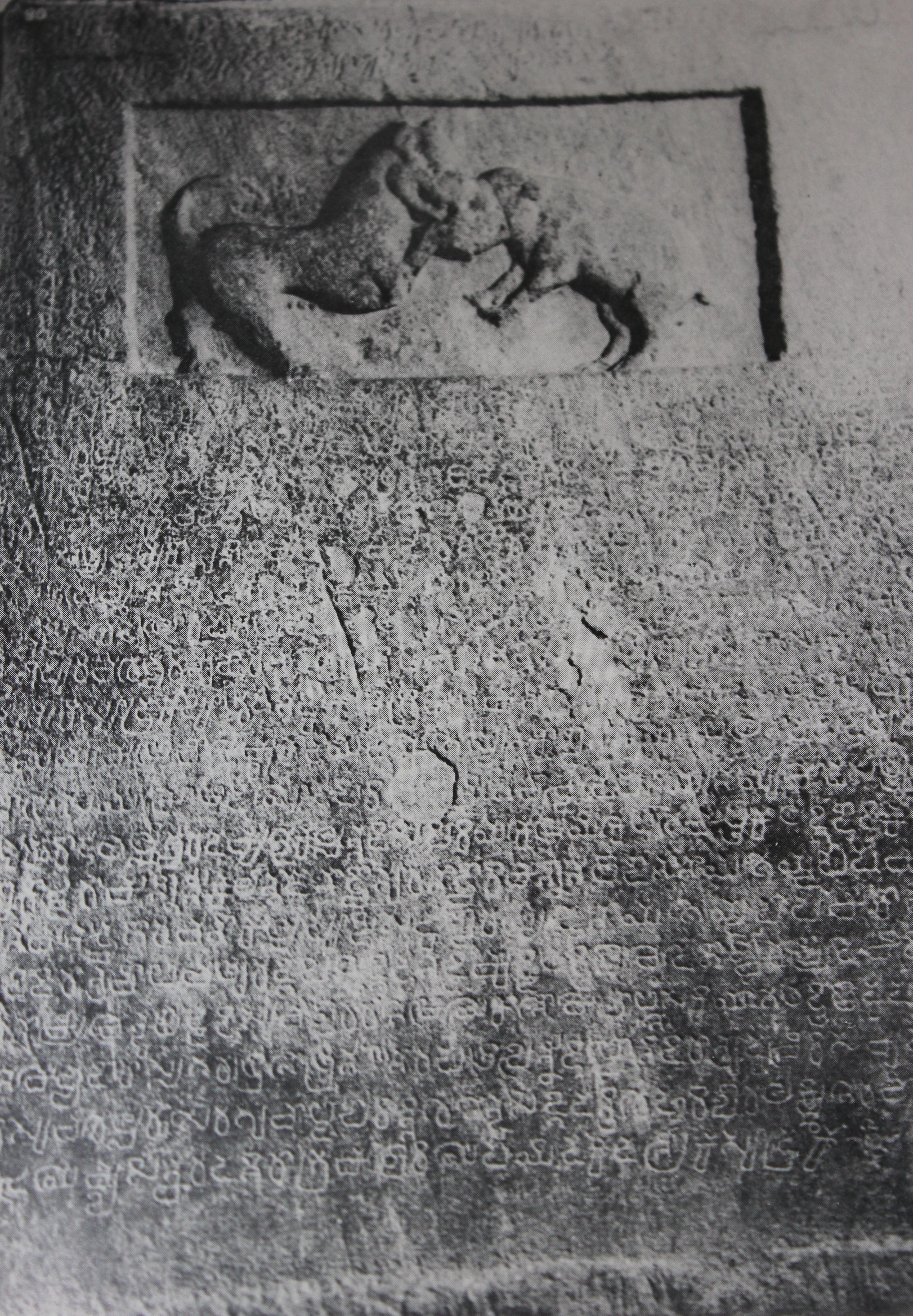
타코람 전투에서 탄조레의 촐라 왕조에 대한 서강가-라슈트라쿠타 연합군의 승리와 관련된 고전 칸나다어 작품인 유명한 아타쿠르 비문 (949년)

서강가 통치 시기는 산스크리트어와 칸나다어 문학 활동이 활발했던 시기였지만, 많은 작품들은 현재는 사라졌고 오직 참고 문헌을 통해서만 알려져 있다. 차분다라야의 978년 저작인 차분다라야 푸라나(또는 트리샤슈틸락샤나 마하푸라나)는 칸나다어 산문의 초기 현존하는 작품으로, 라슈트라쿠타의 아모가바르샤 1세 통치 시기인 한 세기 전에 지나세나와 구나바드라가 쓴 산스크리트어 작품 아디푸라나와 우타라푸라나의 요약을 담고 있다. 유창한 칸나다어로 쓰인 산문은 주로 일반 대중을 위한 것이었고, 자이나교 교리 및 철학의 복잡한 요소를 피했다. 그의 작품은 선대 아디카비 밤파와 동시대 시인 라나의 작품에 영향을 받은 것으로 보인다. 이 작품은 24명의 자이나교 티르탕카라, 12명의 차크라바르티, 9명의 발라바드라, 9명의 나라야나, 9명의 프라티나라야나를 포함한 총 63명의 자이나교 옹호자들의 전설을 서술한다.
이 왕조의 가장 초기로 추정되는 칸나다어 작가는 6세기의 두르비니타 왕이다. 850년의 카비라자마르가는 두르비니타를 칸나다어 산문의 초기 작가로 언급한다. 900년경, 구나바르마 1세는 칸나다어 작품인 슈드라카와 하리밤샤를 저술했다. 그의 작품들은 현재는 사라진 것으로 여겨지지만, 후대에 이 작품들에 대한 언급이 발견된다. 그는 에레강가 니티마르가 2세 왕의 후원을 받았던 것으로 알려져 있다. 슈드라카에서 그는 자신의 후원자를 고대 슈드라카 왕에 비유하며 호의적으로 평가했다. 위대한 칸나다어 시인 라나는 초기 문학 활동 시절 차분다라야의 후원을 받았다. 라나의 고전 파라슈라마 차리테는 사마라 파라슈라마와 같은 칭호를 가졌던 그의 후원자에 대한 찬가로 여겨진다.

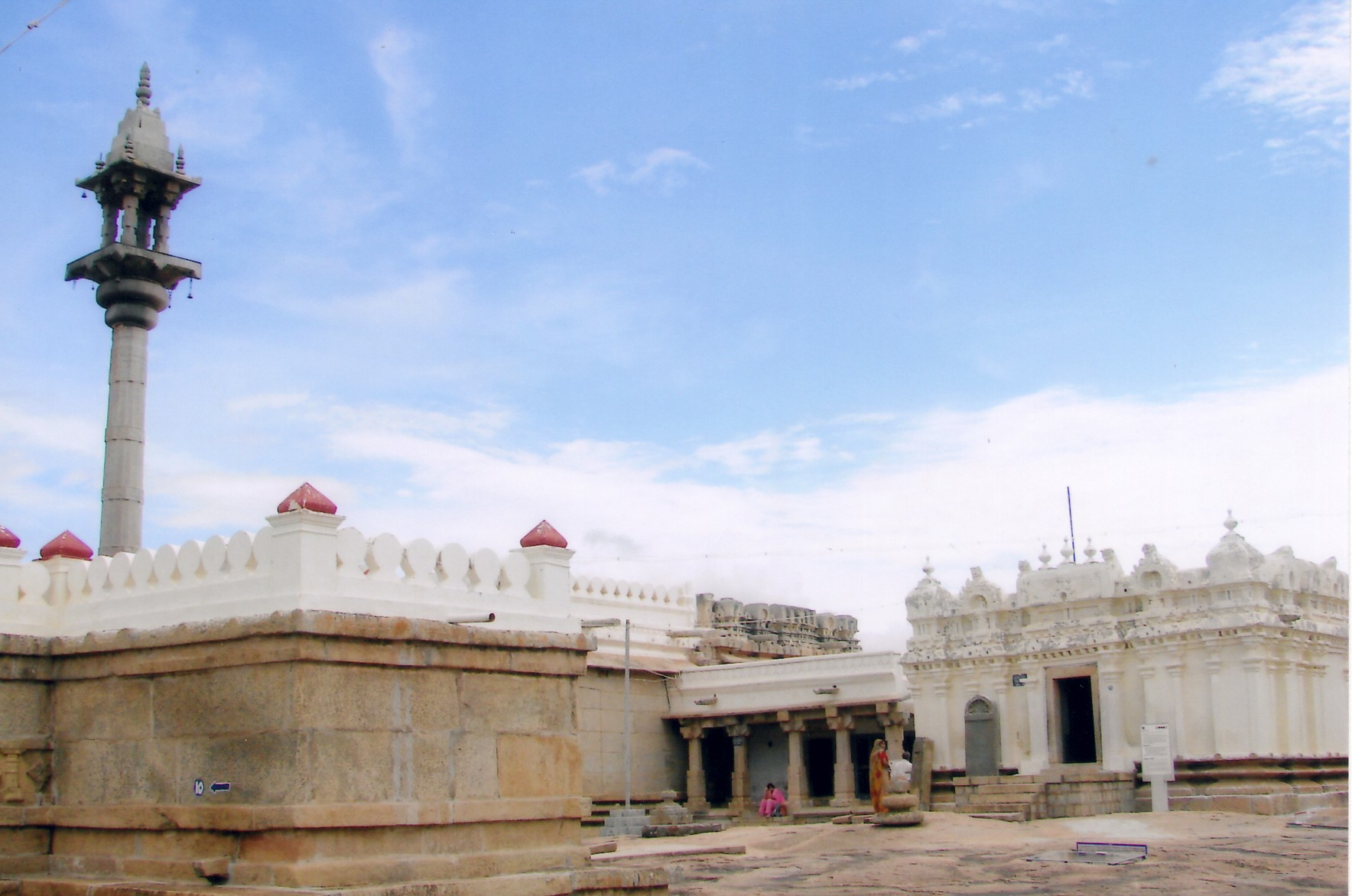
슈라바나벨라골라의 찬드라기리 언덕에 있는 마하스탐바(기둥)와 찬드라굽타 바사디

현대 안드라프라데시주의 벵기 출신인 브라만 학자 나가바르마 1세(10세기 후반)도 차분다라야의 후원을 받았다. 그는 아내에게 바치는 시학 서적인 찬돔부디를 썼다. 이는 운율에 관한 가장 오래된 칸나다어 작품으로 여겨진다. 그는 또한 칸나다어의 가장 오래된 현존하는 연애 고전 중 하나인 카르나타카 카담바리를 달콤하고 유려한 참푸(혼합 운문과 산문) 스타일로 썼다. 이 작품은 시인 바나가 이전에 쓴 산스크리트어 로맨스 작품을 기반으로 하며, 비평가들 사이에서 인기가 높다. 코끼리에 관한 희귀한 칸나다어 작품인 가자슈타카(코끼리에 관한 백 구의 시)는 시바마라 2세 왕이 800년경에 썼지만, 이 작품은 현재 사라진 것으로 여겨진다. 마나시가와 찬드라바타와 같은 다른 작가들도 10세기에 인기가 있었던 것으로 알려져 있다.
고전 산스크리트어 문학 시대에 마다바 2세(비슈누고파 왕의 형제)는 에로티카에 관한 작가 다타카의 이전 작품을 기반으로 한 논문 다타카 수트라브리티를 썼다. 바드다카타의 산스크리트어 버전, 파니니의 문법에 대한 주석인 사브다바타라, 시인 바라비(두르비니타 궁정에 있었음)가 쓴 산스크리트어 작품 키라타르주냐의 15장에 대한 주석은 두르비니타의 저작으로 알려져 있다. 시바마라 2세 왕은 가자마타 칼파나를 썼다고 알려져 있다. 헤마세나(비디아 다난자야로도 알려짐)는 라마와 판다바의 이야기를 동시에 재담으로 서술한 라가바판다비야를 저술했다. 시인 바나의 작품 카담바리에 기반한 가야친타마니와 크샤트라추다마니는 헤마세나의 제자 바디바심하가 산문 스타일로 썼으며, 차분다라야는 차리타라사라를 썼다.

### 건축

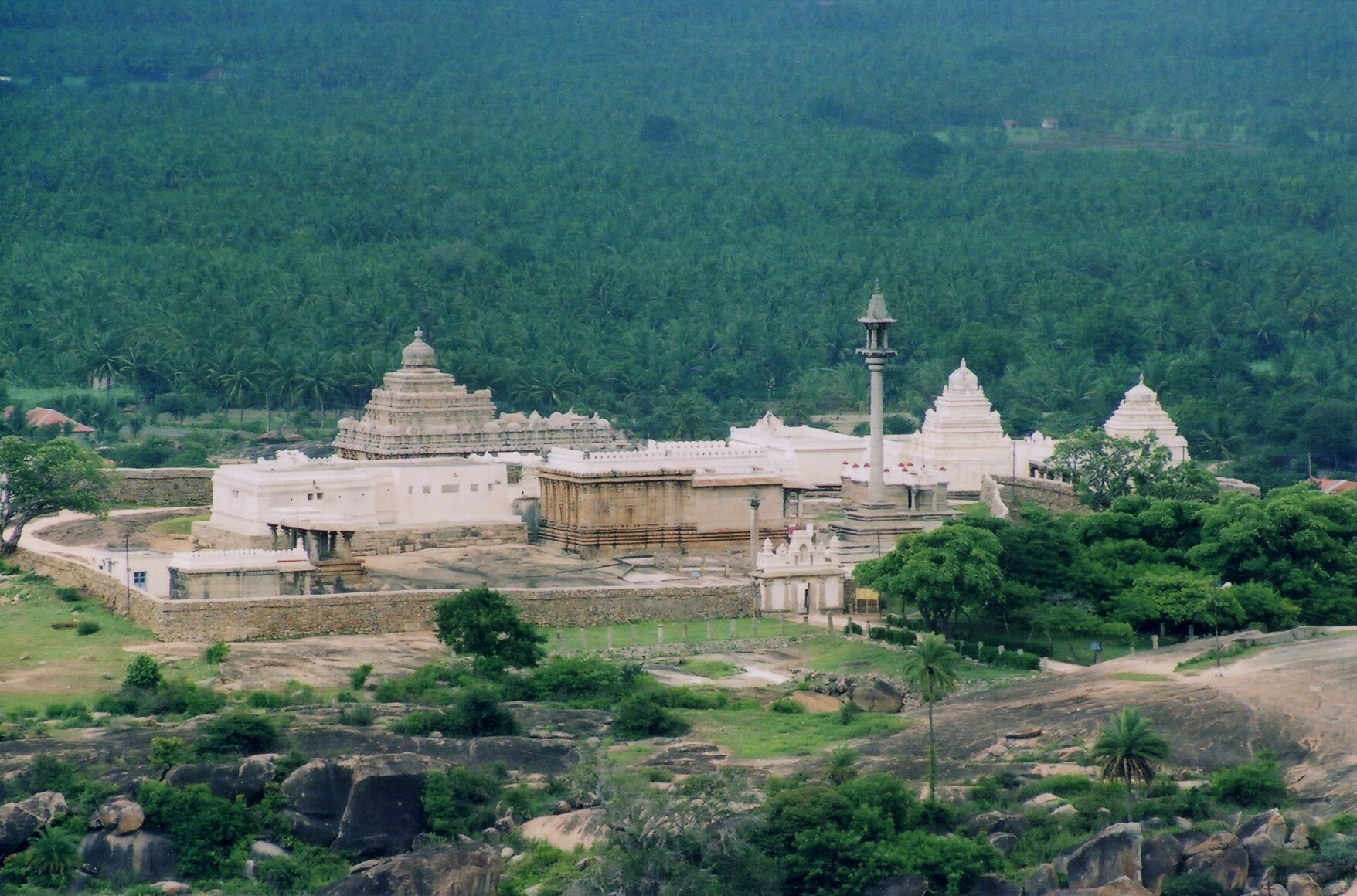
슈라바나벨라골라의 찬드라기리 언덕 사원 단지

서강가 건축 양식은 팔라바와 바다미 찰루키아 건축 특징뿐만 아니라 토착 자이나교 특징의 영향을 받았다. 강가 기둥은 밑 부분에 전통적인 사자가 있고 그 위에 기둥의 원형 기둥이 있으며, 수평 몰딩과 사각 기둥이 있는 사원의 계단식 비마나는 팔라바로부터 물려받은 특징이다. 이러한 특징은 그들의 하위 지배자인 바나와 놀람바가 건설한 구조물에서도 발견된다.
차분다라야가 의뢰한 고마테스와라 모노리스는 고대 카르나타카주에서 강가 왕조의 조각적 기여의 정점이라고 평가된다. 미세한 흰 화강암으로 조각된 이 상은 연꽃 위에 서 있다. 허벅지까지 지지대가 없으며 높이는 60 피트 (18 m)이고 얼굴 길이는 6.5 피트 (2.0 m)이다. 상의 얼굴에 나타난 고요한 표정, 우아한 곱슬머리, 비례적인 해부학적 구조, 모노리스의 크기, 그리고 예술성과 장인정신의 결합은 이 조각상을 중세 카르나타카주 조각 예술의 가장 위대한 업적이라고 불리게 했다. 이것은 세계에서 가장 큰 단일 조각상이다. 마하스탐바 또는 브라마스탐바라고 불리는 그들의 자립 기둥도 독특한 것으로 여겨지며, 그 예로는 브라마데바 기둥과 티야가다 브라마데바 기둥이 있다. 기둥의 상단(원통형 또는 팔각형)은 덩굴과 다른 꽃 문양으로 장식되어 있으며, 그 위에는 좌불 브라마가 있고 기둥의 기저부에는 보통 중요한 자이나교 인물과 비문이 새겨져 있다.

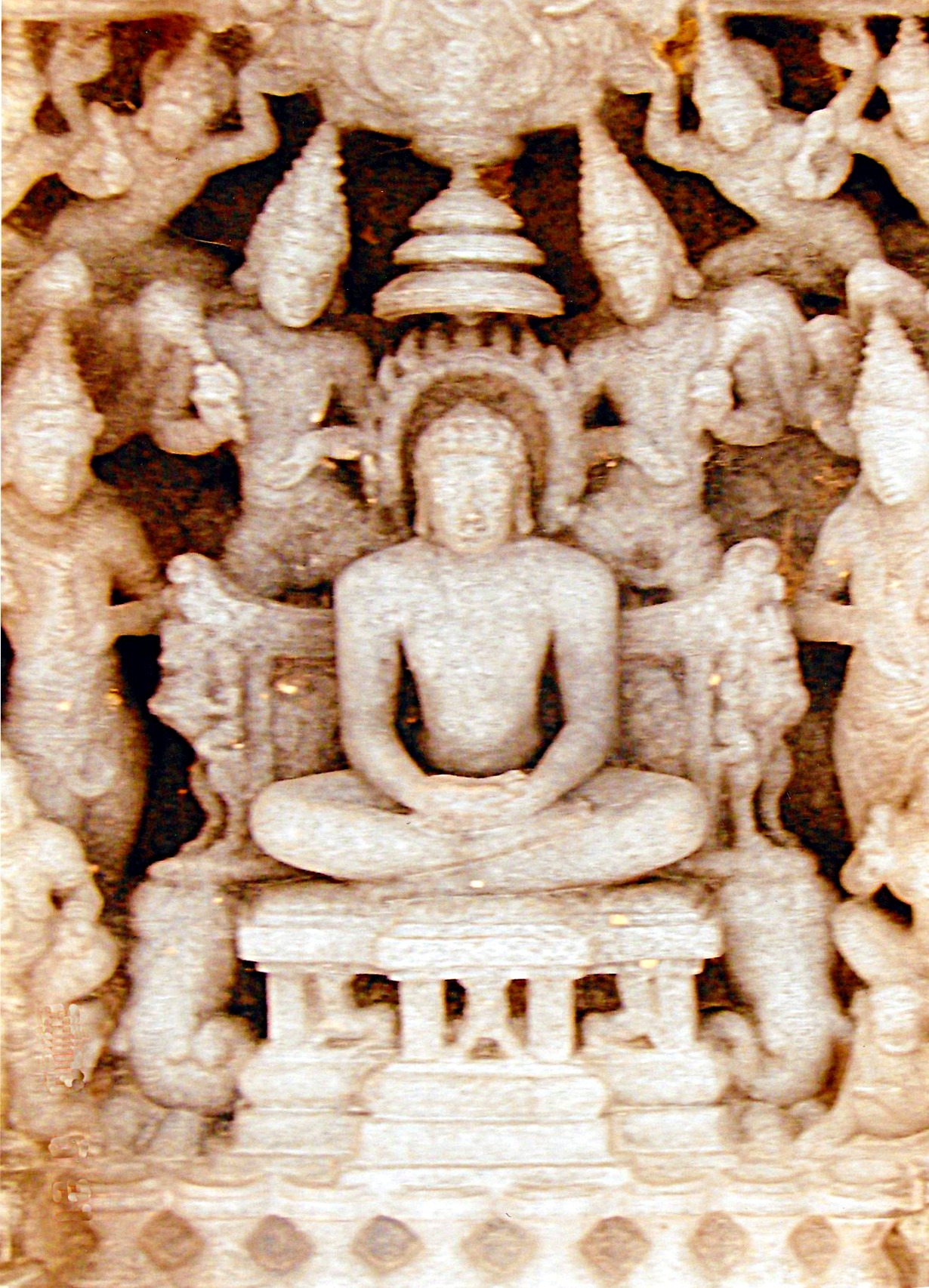
천장 조각, 캄바다할리 판차쿠타 바사디

다른 중요한 기여는 탑이 점차적으로 후퇴하는 층(탈라스)을 가지며 작은 사원 모델로 장식된 자이나교 바사디이다. 이 작은 사원들에는 티르탕카라(자이나교 성인)의 조각이 새겨져 있다. 반원형 창문이 사원들을 연결하고, 장식적인 키르티무카 (악마 얼굴)가 상단에 사용된다. 10세기 또는 11세기에 지어진 차분다라야 바사디, 6세기에 지어진 찬드라굽타 바사디, 982년에 지어진 고마테스와라 모노리스는 슈라바나벨라골라에서 가장 중요한 기념물이다. 호이살라 유명 조각가 다소자는 12세기에 찬드라굽타 바사디에 일부 특징을 추가했다. 찬드라굽타 마우리아 왕의 삶을 묘사하는 장식적인 문틀과 구멍 뚫린 창문은 그의 작품으로 알려져 있다. 브라마데바 기둥이 있는 캄바다할리 판차쿠타 바사디 (다섯 개의 탑이 있는 자이나교 사원)는 약 900년경에 건설되었으며, 드라비다 건축의 훌륭한 예이다. 여기의 벽감은 꽃 문양, 날아다니는 신성한 생명체(간다르바), 야크샤가 탄 상상의 괴물(마카라) 조각이 있는 토라나(인방)로 덮여 있으며, 벽감 안에는 티르탕카라의 상이 있다. 다른 주목할 만한 건축물로는 라차말라 2세 통치 기간에 지어진 발리말라이 자이나 동굴과 시야망갈람 자이나 사원, 그리고 5세기 또는 6세기의 카나카기리 자이나 티르타에 있는 파르슈바나타 사원이 있다.

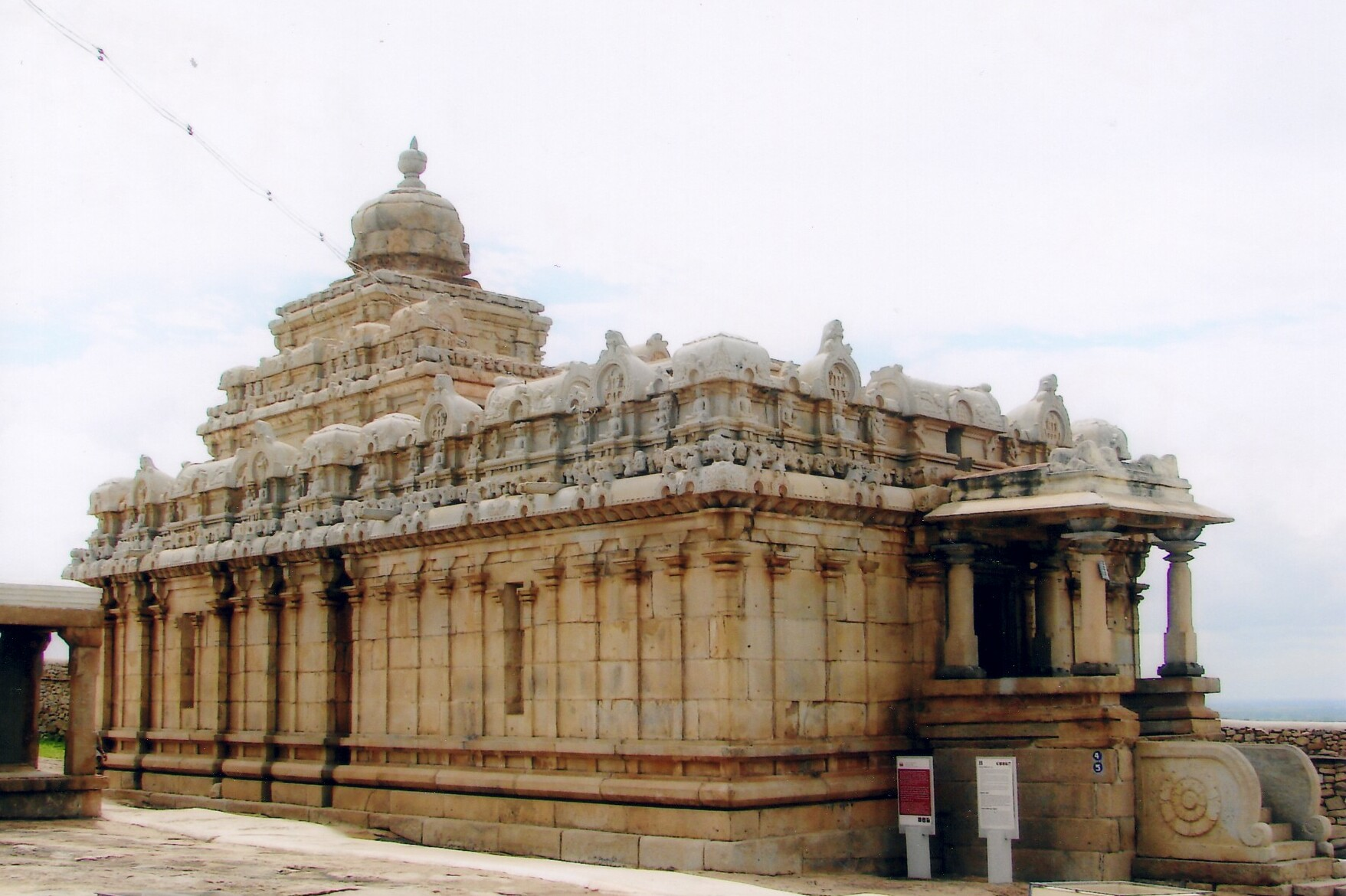
슈라바나벨라골라 사원 단지의 찬드라기리 언덕에 있는 차분다라야 바사디

강가 왕조는 힌두교 고푸라와 사프타마티리카 조각(일곱 천상의 어머니)이 있는 만타파(홀)에 장식된 투조 창문이 인상적인 많은 힌두 사원을 지었다. 잘 알려진 예로는 홀레 알루르의 아라케슈바라 사원, 만네의 카필레스와라 사원, 콜라르의 콜라람마 사원, 나라사망갈라 라메슈바라 사원, 베구르의 나가레슈바라 사원, 그리고 아라라구페의 칼레슈바라 사원이 있다. 탈라카드에서는 마라레스와라 사원, 아라케스바라 사원, 파탈레스바라 사원을 지었다. 꽃무늬 장식이 흔한 자이나교 사원과 달리, 힌두 사원은 서사시와 푸라나의 장면을 묘사하는 프리즈(장식 조각이 있는 석판)로 구별되었다. 강가 왕조의 또 다른 독특한 유산은 그들이 남긴 수많은 비라갈루(영웅석)이다. 이 기념물들은 전쟁 장면, 힌두 신, 사프타마티리카, 자이나교 티르탕카라, 의례적 죽음(도다훈디 니시디 비문과 같은)을 돋을새김으로 묘사하고 있다.

### 언어

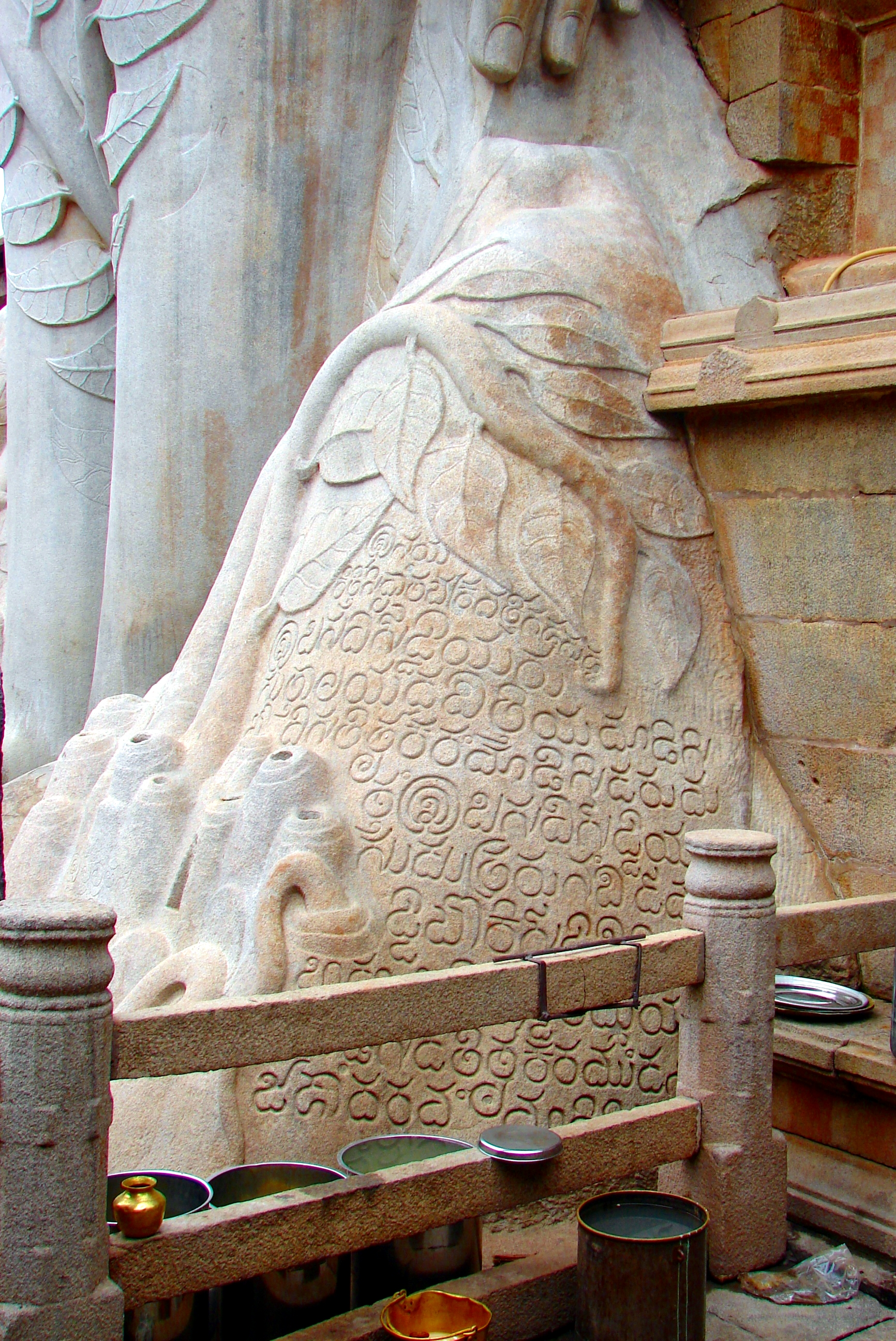
슈라바나벨라골라의 고마테스와라 모노리스 기단부에 새겨진 옛 칸나다어 비문 (서기 981년)

서강가는 칸나다어와 산스크리트어를 행정 언어로 광범위하게 사용했다. 그들의 비문 중 일부는 이 두 언어로 작성된 이중 언어 비문이다. 이중 언어 비문에서는 기원 신화, 계보, 왕의 칭호, 축복을 진술하는 정형화된 구절은 산스크리트어로 쓰이는 경향이 있었지만, 토지나 마을의 부여 정보, 경계, 지역 당국의 참여, 수혜자의 권리와 의무, 세금 및 기타 지역 문제와 같은 실제 부여 조건은 현지 언어로 쓰였다. 이 두 언어의 사용은 수 세기 동안 중요한 변화를 보였다. 첫 번째 단계(350–725년)에서는 산스크리트어 동판이 지배적이었는데, 이는 행정 언어로서 현지 언어의 초기 우세와 이 단계의 기록 대부분이 브라만 사원에 대한 부여였기 때문이다. 두 번째 단계(725–1000년)에서는 칸나다어 석판 비문이 산스크리트어 동판보다 많았는데, 이는 자이나교 신앙을 전파하는 매개체로 칸나다어를 사용했던 부유하고 문맹이 아닌 자이나교도들로부터 칸나다어가 받은 후원과 일치한다. 마이소르 근처 툼불라에서 최근 발굴된 유물에서는 444년으로 추정되는 초기 구리판 이중 언어 비문 세트가 발견되었다. 왕조의 왕들의 계보는 산스크리트어로 묘사되어 있으며, 마을의 경계는 칸나다어로 묘사되어 있다.

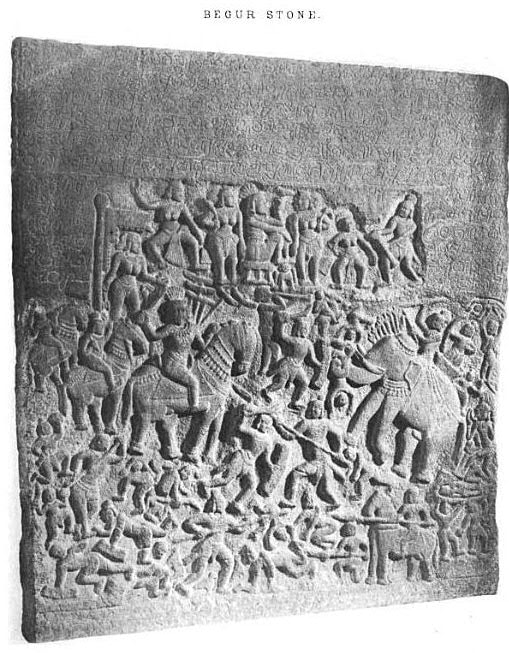
서강가 왕조의 에레야파 왕 통치 시기인 서기 908~938년경으로 추정되는 베구르의 유명한 옛 칸나다어 비문.

현대 벵갈루루 근처 베구르에서 발견된 흥미로운 비문 중 하나는 890년으로 추정되는 금석문으로, 벵갈루루 전쟁을 언급하고 있다. 이는 할레 칸나다어(옛 칸나다어)로 쓰여 있으며, 벵갈루루 시의 이름에 대한 가장 초기 언급이다. 서강가 왕조는 칸나다어와 나가리 전설이 새겨진 동전을 발행했는데, 동전의 가장 흔한 특징은 앞면에 코끼리 이미지와 뒷면에 꽃잎 문양이었다. 칸나다 전설 바드르, 왕실 우산 또는 소라 껍질은 코끼리 이미지 위에 나타났다. 액면가는 파고다(52 그레인 무게), 파고다의 10분의 1 또는 절반 무게의 파남, 그리고 쿼터 파남이었다.

## 같이 보기
- 인도의 역사
- 남인도의 역사
- 콩구 체라 왕조

## 참고 문헌
도서
- Adiga, Malini (2006) [2006]. 《The Making of Southern Karnataka: Society, Polity and Culture in the early medieval period, AD 400–1030》. Chennai: Orient Longman. ISBN 81-250-2912-5.
- Altekar, Anant Sadashiv (1934) [1934]. 《The Rashtrakutas And Their Times; being a political, administrative, religious, social, economic and literary history of the Deccan during C. 750 A.D. to C. 1000 A.D》. Poona: Oriental Book Agency. OCLC 3793499.
- Chopra, Ravindran, Subrahmanian, P.N., T.K., N. (2003) [2003]. 《History of South India (Ancient, Medieval and Modern) Part I》. New Delhi: Chand publications. ISBN 81-219-0153-7.
- Kamath, Suryanath U. (2001) [1980]. 《A concise history of Karnataka : from pre-historic times to the present》. Bangalore: Jupiter books. LCCN 80905179. OCLC 7796041.
- Karmarkar, A.P. (1947) [1947]. 《Cultural history of Karnataka : ancient and medieval》. Dharwar: Karnataka Vidyavardhaka Sangha. OCLC 8221605.
- Keay, John (2000) [2000]. 《India: A History》. New York: Grove Publications. ISBN 0-8021-3797-0.
- Narasimhacharya, R (1988) [1988]. 《History of Kannada Literature》. New Delhi, Madras: Asian Educational Services. ISBN 81-206-0303-6.
- Prabhu, Govindaraya S (2009). 《The Nolambas Coinage and History》. Govindraya Prabhu S. ISBN 978-81-8465-141-6.
- Ramesh, K.V. (1984) [1984]. 《Chalukyas of Vatapi》. Delhi: Agam Kala Prakashan. ASIN B0006EHSP0. LCCN 84900575. OCLC 13869730. OL 3007052M.
- Sarma, I.K. (1992) [1992]. 《Temples of the Gangas of Karnataka》. New Delhi: Archaeological Survey of India. ISBN 0-19-560686-8.
- Sastri, Nilakanta K.A. (2002) [1955]. 《A history of South India from prehistoric times to the fall of Vijayanagar》. New Delhi: Indian Branch, Oxford University Press. ISBN 0-19-560686-8.
- Thapar, Romila (2003) [2003]. 《Penguin History of Early India: From origins to AD 1300》. New Delhi: Penguin. ISBN 0-14-302989-4.

웹
- "Gangas of Talakad" 보관됨 14 5월 2013 - 웨이백 머신 by S. Srikanta Sastri
- Arthikaje. “History of Karnataka: The Gangas of Talakad”. OurKarnataka.Com. 2006년 12월 15일에 원본 문서에서 보존된 문서. 2006년 12월 31일에 확인함.
- N. Havalaiah (2004년 1월 24일). “Ancient inscriptions unearthed”. 《The Hindu》 (Chennai, India). 2004년 2월 18일에 원본 문서에서 보존된 문서. 2006년 11월 25일에 확인함.
- Kamat, Jyotsna. “The Ganga Dynasty”. Kamat's Potpourri. 2017년 3월 30일에 원본 문서에서 보존된 문서. 2007년 5월 30일에 확인함.
- Khajane, Muralidhara (February 2006). “An ancient site connected with Jainism”. 《The Hindu》 (Chennai, India). 2008년 8월 21일에 원본 문서에서 보존된 문서. 2007년 6월 30일에 확인함.
- Prabhu, Govindaraya S. “Coins of Gangas”. 《Indian Coins》. Prabhu's web page on Indian coinage. 2007년 7월 10일에 원본 문서에서 보존된 문서. 2007년 6월 30일에 확인함.
- Staff Reporter (2004년 8월 20일). “Inscription reveals Bangalore is over 1,000 years old”. 《The Hindu》 (Chennai, India). 2004년 9월 12일에 원본 문서에서 보존된 문서. 2007년 6월 30일에 확인함.
- “ICONOGRAPHY OF THE JAIN IMAGES IN THE GOVERNMENT MUSEUM”. Government Museum, Chennai. 2020년 10월 30일에 원본 문서에서 보존된 문서. 2020년 8월 30일에 확인함.
- Murthi, V Narayana (2014년 8월 5일). “'Ahimsa Walks' to Save Jain Monuments at Vallimalai”. The New Indian Express.
- Jaganathan, Rijutha. “Jain heritage at Kanakagiri”. Deccan Herald. 2021년 2월 3일에 원본 문서에서 보존된 문서. 2017년 7월 30일에 확인함.
- Aravamuthan, T. G. (1992), 《Portrait Sculpture in South India》, Asian Educational Services, ISBN 9788120608009, 2021년 5월 18일에 원본 문서에서 보존된 문서, 2023년 6월 20일에 확인함
- Charya, S V Upendra (2019), 《The Issues That Made Newsi》, Notion Press, ISBN 9781684667529, 2021년 5월 18일에 원본 문서에서 보존된 문서, 2020년 8월 30일에 확인함
- Jain, Vijay K. (2018), 《Ācārya Umāsvāmī's Tattvārthasūtra – With Explanation in English from Ācārya Pūjyapāda's Sarvārthasiddhi》, Vikalp Printers, ISBN 9788193272626, 2021년 5월 18일에 원본 문서에서 보존된 문서, 2020년 8월 30일에 확인함